# Misetus hispanator
Misetus hispanator är en stekelart som beskrevs av Selfa 1995. Misetus hispanator ingår i släktet Misetus och familjen brokparasitsteklar. Inga underarter finns listade i Catalogue of Life.